# INALCO

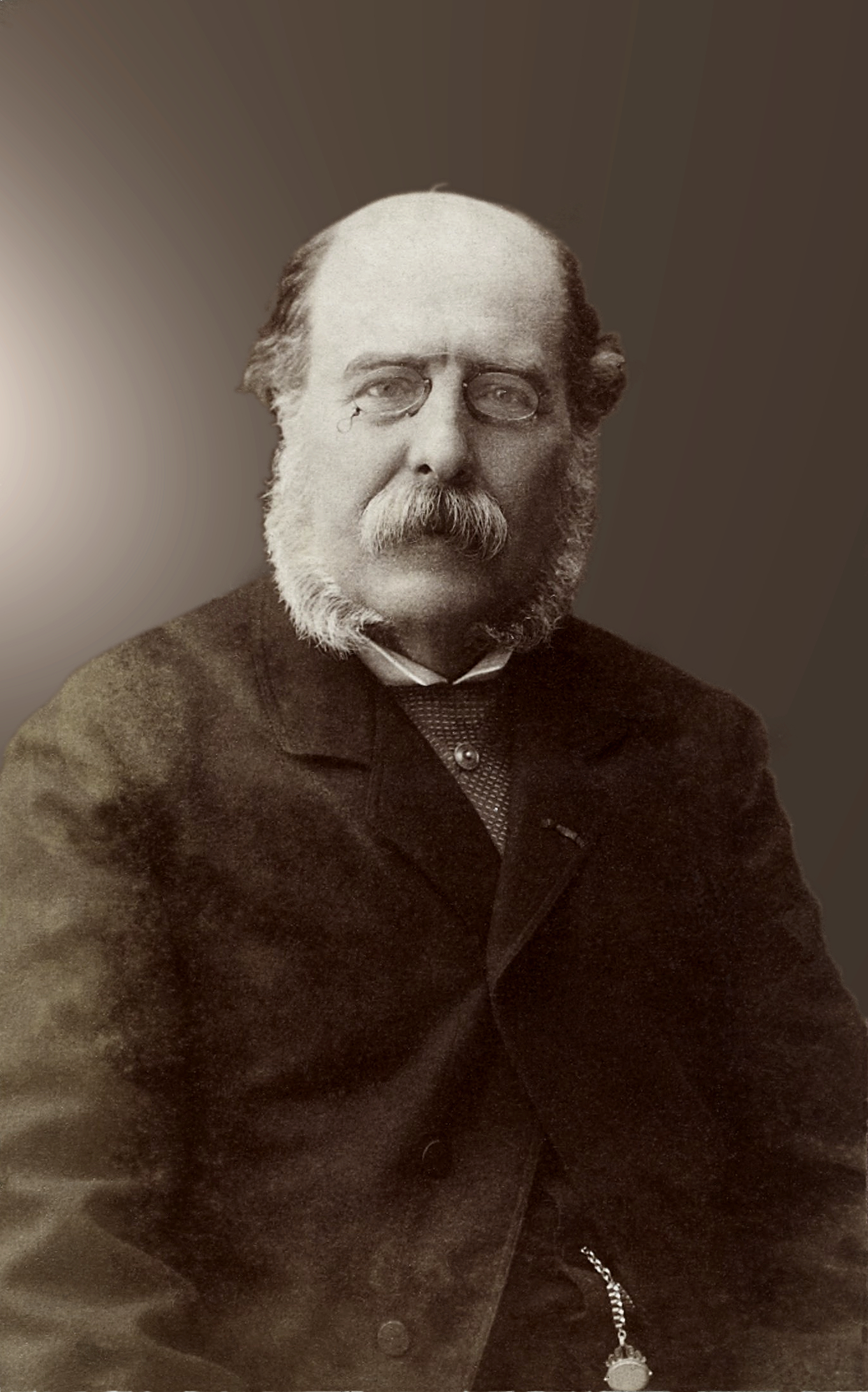
Charles Barbier de Meynard, qui ensenyà turc i àrab a finals del s. XIX.

L'Institut national des langues et civilisations orientales (INALCO), dit Langues O'(pronunciat Langzo), és un establiment francès d’ensenyament superior i de recerca encarregat d'ensenyar les llengües i civilitzacions que no són originàries d'Europa Occidental. « Langues O' » és el nom donat per generacions d’estudiants a l’Escola especial, després reial, després imperial, després nacional, de llengües orientals (vives) de París, qui ha pres el seu nom actual en 1971.
Dispersa molt de temps en nombrosos centres, els nous locals d'ensenyament i d'administració reuneixen actualment l'essencial de les formcions de l'INALCO al XIII al nou Pôle des langues et civilisations du monde, amb la Bibliothèque universitaire des langues et civilisations (BULAC) i pròxima a París 7 i París 6. L'establiment també s'ajusta a la voluntat recent d'aproximar les universitat amb la finalitat d'afirmar llurs competències sobre l'escena universitària internacional (rànquing de Xanghai), integrant-se al PRES Sorbonne Paris Cité.

## Història
L'ensenyament de llengües i civilitzacions orientals a França es remunta a la creació del Collège de France a iniciativa de Guillaume Budé. L'interès dels humanistes per les llengües antigues s'acoblà de fet molt ràpid a la necessitat d'orientalistes per a la diplomàcia de Francesc I de França. Des d'aquesta època en aquest context es va donar un ensenyament més especialitzat.

### Dels orígens (1669) fins a 1914
L'Escola Especial de les Llengües Orientals fou creada, principalment sota l'impuls de Lakanal, per la Convenció Nacional (decret llei del 10 de germinal any III / 30 de març de 1795). Va obrir les portes a la seu de la Biblioteca nacional a París carrer Neuve-des-Petits-Champs, amb la missió d'ensenyar les llengües orientals vives « d'una utilitat reconeguda per a la política i el comerç ». Les primeres llengües ensenyades foren l'àrab « literari i vulgar », el turc i el tàtar de Crimea, el farsi i el malai. Es va engrandir regularment al curs del segle xix, ajuntant les llengües noves i fusionant amb l'Ecole des Jeunes de langues instituïda per Colbert en 1669 per formar els intèrprets per les llengües del Llevant. En 1874, l'escola s'instal·là a una mansió situada a la cantonada de la Rue des Saints-Pères i de la Rue de Lille.

### De 1914 a 1984
En 1914 l'escola esdevingué « École nationale des langues orientales vivantes » (ENLOV) i rebé un estatus especial que romandrà en vigor fins a 1968, quan el moviment estudiantil porta a integrar l'establiment en el sector universitari com a « Centre universitaire des langues orientales vivantes ». Aquest « CULOV » ja no conserva el nom i es convertí pel decret del 3 de febrer de 1971 en institut nacional de les llengües i civilitzacions orientals (INALCO), adscrit fins al 1984 a la universitat de la Sorbona nova (París III).
Els diferents departaments domiciliats al 2 rue de Lille es dispersaren "provisionalment" en diversos centres acadèmics perifèrics : Dauphine, Asnières, Clichy o als locals llogats a París : Quai Voltaire, Censier, rue Broca, rue Riquet. Nous idiomes ajuntaren als altres, així com a més activitats de recerca i desenvolupament. Es multipliquen els departaments interdisciplinaris, com el centre de preparació per als invercanvis internacional (comerç internacional), el sector d'Alts Estudis Internacionals (HEI, dedicat principalment a la preparació del concurs d'Afers Exteriors), la filial de comunicació i formació intercultural, l'enginyeria multilingüe i el processament de llenguatge natural, etc.
En els anys 1972-1975 foren reagrupades en un lloc únic (Cergy-Pontoise, Marne-la-Vallée) i la transformació proposada de l'institut en universitat internacional de llengua i de comunicació (UNILCO) no es va produir malgrat l'aspecte precursor del projecte defensat per René Sieffert i François de Labriolle.

### Després de 1985
Des de 1985 l'INALCO té un estatut de grand établissement (com l'Institut d'études politiques de Paris per exemple). El seu objectiu és ensenyar les llengües de l'Europa central i oriental, Àsia, Oceania, Àfrica i de les poblacions aborígens d'Amèrica, així com la geografia, història, institucions, vida política, econòmica i social dels països en qüestió. Durant els anys 1990 no es consolidaren altres projectes de reagrupament (el més avançat és el de l'École normale supérieure de jeunes filles del boulevard Jourdan).

### Folklore
Els estudiants de les Llengües O' han estat anomenats tradicionalment «silvains»; el terme, gairebé obsolet, deriva del nom del primer president de l'escola Antoine-Isaac Silvestre de Sacy (familiarment « Silvestre ») l'estàtua del qual es troba al pati del 2 rue de Lille. Una « ordre molt alta i molt secreta de Silvestre de Sacy » era originalment una tradició de bromes que van fer famosos els silvains entre els estudiants parisencs per la sofisticació dels seus gags. Una salutació específica dels (« ahure ») hauria format part d'aquest folklore.

### Els presidents (administradors de 1914 a 1969) de Langues O'
| Mandat      | Nom                               | Disciplina                      | Commentari                                            |
| ----------- | --------------------------------- | ------------------------------- | ----------------------------------------------------- |
| 1796 - 1824 | Louis-Mathieu Langlès             | farsi                           |                                                       |
| 1824 - 1838 | Antoine-Isaac Silvestre de Sacy   | àrab                            |                                                       |
| 1838 - 1847 | Pierre Amédée Jaubert             | Turc                            | Intèrpret militar durant la campanya d'Egipte de 1798 |
| 1847 - 1864 | Charles Benoît Hase               | Grec modern                     |                                                       |
| 1864 - 1867 | Joseph Reinaud                    | Àrab                            |                                                       |
| 1867 - 1898 | Charles Schefer                   | Farsi                           |                                                       |
| 1898 - 1908 | Charles Barbier de Meynard        | Turc, farsi                     |                                                       |
| 1908 - 1936 | Paul Boyer                        | Rus                             |                                                       |
| 1936 - 1937 | Mario Roques                      | Romanès                         |                                                       |
| 1937 - 1948 | Jean Deny                         | Turc                            |                                                       |
| 1948 - 1958 | Henri Massé                       | farsi                           |                                                       |
| 1958 - 1969 | André Mirambel                    | Grec modern                     | Mort en 1970                                          |
| 1969 - 1971 | André Guimbretière                | Hindi                           |                                                       |
| 1971 - 1976 | René Sieffert                     | Japonès                         | Mort en 2004                                          |
| 1976 - 1986 | Henri Martin de La Bastide d’Hust | Civilització d'Orient Mitjà     | Mort en 1986                                          |
| 1986 - 1993 | François Champagne de Labriolle   | Rus                             | Vicepresident de 1971 a 1986                          |
| 1993 - 2001 | André Bourgey                     | Civilització d'Orient Mitjà     |                                                       |
| 2001 - 2005 | Gilles Delouche                   | Thai                            |                                                       |
| 2005 - 2013 | Jacques Legrand                   | Mongol                          |                                                       |
| 2013 - 2019 | Manuelle Franck                   | Geografia de l'Àsia del Sud-Est | Vicepresident de 2007 a 2013                          |
| 2019 - XXXX | Jean-François Huchet              | Economia de l'Àsia oriental     | Vicepresident de 2013 a 2019                          |

## Organització

### Estatut
L'INALCO té l'estatut de «grand établissement» (EPSCP particular) i és membre del PRES Sorbonne Paris Cité.

### Departaments de formació i de recerca (estat actual)
L’INALCO és estructurat en setze departaments:
A. Els departaments basats en una àrea geogràfica o lingüística
- Àfrica
- Àsia del Sud
- Àsia del Sud-Est, Alta Àsia, Pacífic
- Xina,
- Llengua i Cultura del Japó
- Estudis hebreus
- Estudis Àrabs
- Euràsia
  - Secció de Corea,
  - Secció de Mongòlia
  - Secció paixto,
  - Secció persa,
- Europa central i oriental
- Rússia
- Llengües d'Amèrica

B. Departaments que imparteixen formació especialitzada
- Comunicació i formacions interculturals
- Centre de Preparació per als intercanvis internacionals (departament de comerç internacional)
- Francès llengua estrangera
- Alts Estudis Internacionals
- Textos informàtica plurilingüisme

### Departaments de l'INALCO (històric)
Les UER creats al si del centre universitari que llengües orientals vives el 1969 es va convertir en 1971 en departaments:
- Departament d'Àfrica
- Departament del sud-est d'Àsia, High Àsia Oceania
- Departament de la Xina
- Departament de Corea-Japó
- Departament d'Europa central i oriental
- Departament de l'Índia-Pakistan (llavors l'Índia-Pakistan-Bangladesh)
- Departament d'Orient Mitjà - Àfrica del Nord 
  - Seccion de llengua àrab
  - Secció d'estudis iranians i afganesos
  - Secció de civilització del Pròxim Orient, Orient Mitjà i Àfrica del Nord
  - Secció de llengües i civilitzacions hebraiques i jueves
- Departament Unió de Repúbliques Socialistes Soviètiques
- Secció de Llengües i Cultures d'Amèrica (fundada el 1973)

## Formacions
Fins al 1972, els estudiants obtenen en tres anys el diploma d'alumne aprofitat de l'Escola Nacional de Llengües Orientals vives per a un idioma determinat, dictada pel ministre d'Educació, llavors a càrrec de la l'educació superior. A partir de 1967 podien preparar un doctorat de tercer cicle.
L'INALCO ensenya més de cent idiomes, i entrega diplomes nacionals (llicenciatura, màsters, doctorat) i diplomes universitaris (Iniciació, certificat (bac+1), diploma pràctic (bac+2), diploma avançat (bac+3), diploma ampliat (bac+4) o DREA (vegeu a baix).
El sistema precedent, posat en pràctica a partir de 1971, incloïa, a més dels títols universitaris nacionals (fins a 1984 emesa sota el segell de la Universitat París 3), els diplomes següents:

### Premier cycle
- Certificat de langue et civilisation (representa aproximadament la meitat del volum horari del DULCO)
- Diplôme unilingue de langue et civilisation orientales (DULCO,[13] en dos o tres anys, segons les llengües, que és de nivell comparable al DEUG i que doóna accés al segon cicle)

Igualment existeix un diploma pràctic i unss certificats i diplomes bilingües.

### Deuxième cycle
- Diplôme supérieur (de nivell comparable a la llicenciatura)
- Diplôme de recherche et d'études appliquées (DREA, no s'ha de confondre amb el DEA), diplôme de recherche et d'études commerciales (DREC) i diplôme de recherche et d'études internationales (DREI), de nivell comparable al maîtrise.

### Llista de llengües ensenyades
| Zona                      | Llengües ensenyades |
| ------------------------- | --- |
| Àfrica i Oceà Índic       | amhàric, bantu (swahili, comorià), amazic, haussa, malgaix, mandingo (bambara, soninke), wòlof, ful, tigrinya, ioruba                                                                |
| Amèrica                   | aimara, guaraní, Inuktitut, maia, nàhuatl, quítxua |
| Àsia de l'Est             | Cantonès Mandarí, coreà, japonès, tibetà |
| Àsia del Sud              | bengalí, hindi, nepalès, Urdu, paixtu, romaní (gitano), sànscrit, singalès, tàmil, telugu                                                                                            |
| Àsia del Sud-est-Pacífic  | Birmà, Bisaia (Cebuà), Bislama, cambodjà (khmer), cham, drehu (lifou), filipí (tagalog), ilocano, indonesi-Malai, laosià, môn, siamès (thai), tahitià, vietnamita                    |
| Euràsia, Rússia (ex URSS) | Armeni, àzeri, belarús, georgià, kazakh, Kirguís, mongol, osset, usbec, rus, tàtar de Kazan, turcman, ucraïnès                                                                       |
| Europa                    | Albanès, belarús, búlgar, croat, estonià, finès, grec modern, hongarès, letó, lituà, macedoni, polonès, romanès, romaní (gitano), rus, serbi, eslovac, eslovè, sòrab, txec, ucraïnès |
| Pròxim i Orient Mitjà     | Àrab literal i dialectal, arameu (soureth), hebreu modern, judeoàrab, judeocastellà, kurd (kurmanji, sorani), maltès, farsi, turc, ídix                                              |

## La recerca
L'INALCO és constituït per 14 equips
| Acrònim  | Nom complet                                                                                            | Director (dates)                         |
| -------- | --- | ---------------------------------------- |
| CEC      | Centre d’études chinoises                                                                              | Isabelle Rabut                           |
| CEROI    | Centre d'études et de recherche sur l'océan Indien occidental                                          | Claude Allibert                          |
| CRESCIC  | Centre de recherche et d'études sur le sous-continent indien contemporain                              | Philippe Benoît                          |
| CASEC    | Centre de l’Asie du Sud-Est continentale                                                               | Gilles Delouche                          |
| CEJ      | Centre d’études japonaises                                                                             | Anne Bayard-Sakai                        |
| CELIA    | Centre d’études des langues indigènes d’Amérique                                                       | Francesc Queixalós                       |
| CERMOM   | Centre de Recherche Moyen-Orient et Méditerranée                                                       | Luc-Willy Deheuvels                      |
| CARMA    | Cercle arabisant de recherche sur le monde arabe                                                       | Luc-Willy Deheuvels                      |
| ERISM    | Équipe de recherche interdisciplinaire sur les sociétés méditerranéennes                               | Michel Bozdémir                          |
| CERLOM   | Centre d’étude et de recherche sur les littératures et les oralités du monde                           | Gilles Delouche                          |
| CEB      | Centre d’études balkaniques                                                                            | Odile Daniel                             |
| CEEM     | Centre d'études de l'Europe médiane                                                                    | Marie Vrinat-Nikolov                     |
| CEGEDECC | Centre Georges Dumézil d’études sur le Caucase                                                         | Dominique Gauthier                       |
| CRREA    | Centre de recherches russes et euro-asiatiques                                                         | Catherine Poujol et Taline Ter Minassian |
| CRB      | Centre de recherche berbère                                                                            | Salem Chaker                             |
| CREAM    | Centre de recherche et d’études d’arabe maghrébin                                                      | Dominique Caubet                         |
| CEHJMC   | Centre d’études hébraïques et juives modernes et contemporaines                                        | Masha Itzhaki                            |
| GRELLO   | Groupe de recherche et d’échanges en littératures en langues orientales                                | Magdalena Nowotna                        |
| ERTIM    | Équipe de Recherche « Textes, Informatique, Multilinguisme »                                           | Mathieu Valette                          |
| CLI      | Cercle de linguistique de l’INALCO                                                                     | Anaïd Donabedian                         |
| CERTAL   | Centre de recherche en traitement automatique des langues                                              | Patrice Pognan                           |
| DLC      | Groupe de recherche et d'échange en didactique des langues et des cultures                             | Geneviève Zarate                         |
| CRO      | Centre de recherche sur l’oralité                                                                      | Michèle Therrien                         |
| PLIDAM   | Équipe de recherche « Pluralité des langues et des identités en didactique : acquisition, médiations » | Thomas Szende-Geneviève Zarate           |
| SEDYL    | Structures et dynamiques des langues                                                                   | Isabelle Léglise                         |

## LesPublications Langues'O
Per consolidar els aspectes col·lectius de la investigació científica en l'INALCO s'han organitzat diversos centres d'investigació a partir de 1975. Algunes d'aquestes formacions van crear llavors revistes que van publicar el treball produït pels seus membres i per investigadors d'altres organitzacions. Actualment Publications Langues'O inclou, a més, la publicació, distribució i venda de publicacions periòdiques i la publicació de les actes dels simposis organitzats sota els auspicis de l'INALCO.
L'INALCO participa igualment en l'edició de col·leccions de L'Asiathèque: mètodes « Langues INALCO », « Dictionnaires des Langues'O », « Bilingues L&M ».
Altres editorials han creat col·leccions on es publiquen les obres de mestres i investigadors de l'establimentf:
- « Bibliothèque de l'INALCO » a éditions Peeters,[18]
- « Paroles en miroir » a éditions Karthala,[19]
- « Bibliothèque des études africaines » a edicions L'Harmattan.[20]

### Les revistes
- Cahiers de littérature orale (CRO - CERLOM)
- Annales de l'autre islam (ERISM)
- Cahiers balkaniques (CEB)
- Bulletin de liaison néo-hellénique (CEB)
- Cahiers de linguistique de l’INALCO (CLI)
- Cahiers de l'Europe médiane (CEEM)
- Cipango (revue d'études japonaises - CEJ)
- Études océan Indien (CROIMA)
- Slovo (revue d'études russes et euro-asiatiques - CERRUS)
- Yod (revue d’études hébraïques et juives modernes et contemporaines - CEH)
- Comptes rendus du GLECS (Groupe linguistique d'études chamito-sémitiques)
- Cahiers de poétique comparée et Mezura (Théorie des rythmes et applications poétiques)
- Revue des études berbères (CRB)

### Història
Des de començaments del segle xx fins a 1971 les publicacions de l'Escola Nacional de Llengües Orientals Vives eren publicades per les edicions «Librairie orientaliste Paul Geuthner».
En 1971 el president René Sieffert i la seva esposa Simone fundaren les Publications orientalistes de France (POF) per reprendre aquest rol. A partir de 1979 les Publications orientalistes de França es van independitzar.
L'INALCO fundà aleshores les Publications Langues'O que editaren, soles o en coedició, les revistes i els col·loquis de la recerca.

## Personalitats que han estudiat a Langues O'

### Personalitats franceses
- Sophia Aram, humorista
- Yves Aubin de La Messuzière, diplomàtic (àrab literal, àrab oriental)
- Boris Boillon, diplomàtic, ambaixador a Irak, després a Tunísia
- Rémi Brague, universitari (àrab literal)
- Henry Corbin, filòsof, orientalista (àrab literal)
- Léon-Gontran Damas, cofundador del moviment de la negritud (rus, japonès)
- Edgar Faure, home polític (rus)
- Jean-Luc Domenach, sinòleg, politòleg (xinès)
- Éric Fournier, diplomàtic, ambaixador a Geòrgia (2007-2011) (hindi, urdu)
- Christophe Girard, polític
- Bruno Gollnisch, polític (japonès, malai)
- Claude Hagège, lingüista
- Vincent Hein, escriptor
- Isabelle Huppert, actriu (rus)
- Ysabelle Lacamp, escriptora, actriu
- Hervé Ladsous, ambaixador, director de cabinet del ministre d'afers exteriors (2010-2011)
- Yves Lainé, empresari, militant bretó
- Marie-José Lamothe, escriptora, fotògrafa i traductora del tibetà.
- Gilbert Lazard, lingüista, iranòleg (farsi)
- Bernard Lecomte, periodista i escriptor (rus, polonès)
- Jacques Legrand, universitari, president de l'INALCO de 2005 a 2013 (xinès, rus, mongol)
- Jean-David Levitte, conseller diplomàtic del president Sarkozy (xinès, indonesi)
- Nathalie Loiseau, antiga directora general de l'administració del Quai d'Orsay, directora de l'Escola Nacional d'Administració a París (xinès)
- André Malraux, escriptor
- Pierre Messmer, polític (malgaix)
- Alex Pilot, periodista, realitzador, cofundador i director dels programes de la cadena de televisió Nolife (japonès)
- Patrick Poivre d'Arvor, periodistda (serbocroat)
- Clotilde Reiss, étudiante, (farsi)
- Olivier Roy, politòleg
- Jacques Rupnik, politòleg
- Françoise Sabban, antropòloga, sinòloga i historiadora (xinès)
- André Santini, polític (japonès, coreà)
- Philippe de Suremain, diplomàtic (rus, romanès)
- Nahal Tajadod, escriptor
- Virginie Thévenet, actriu i realitzadora francesa nascuda el 12 de gener de 1957 a París (xinès)
- Jérôme Touzalin dramaturg (xinès, laosià)
- Jacques Vergès, advocat, escriptor (malgaix, hindi)
- Eva de Vitray-Meyerovitch, escriptora i traductora (farsi)
- Jean-Christophe Victor, antropolòleg (xinès)
- Olivier Weber, escriptor, ambaixador

### Personalitats estrangeres
- Henri de Laborde de Monpezat, Príncep Henrik de Dinamarca (xinès, vietnamita)
- Maria-Laura de Bèlgica, Princesa de Bèlgica (xinès)

## Filmografia
Moltes escenes del film Tanguy es van filmar a l'INALCO (Delfinat).